# وافر
ويفر في وادي دايل. يتحدث معظم السكان الفرنسية كلغتهم الأم ويطلق عليهم «موجات» و «وافرين». تضم البلدية بلديتين فرعيتين من ليمال وبيرجز.
مدينة وافر يطلق عليها أيضا اسم مدينة «الماكا» في إشارة إلى تمثال الصبي الصغير الذي حاول يتسلق جدار قاعة المدينة. وقد قال التقليد ان لمس ارداف ماكا بأمكانه جلب عاما من الحظ

## التاريخ

### العصور الرومانية والعصور الوسطى
لقد تم العثور على أسس فيلا رومانية بالقرب من وافر كما أنها ثرية. مع رواق والعديد من الغرف. ورغم ذلك، قد دمر هذا الجزء من بلاد الغال نظرا للغزوات الجرمانية في القرنين الثالث والرابع. في عام 1050 تم ذكر وافر للمره الأولى، بأعتباره تابعا لمقاطعة لوفين، وهي جزء من برابانت.باجوس. وبعد بضع سنوات تم التنازل عن الكنيسة الصغيره التي بناها الكونتون بجوار فيلا جالو رومان السابقة إلى «افلقم دير» بحلول القرن الثالث عشر كان يوجد هناك سوق موجود بالفعل في المدينة الناشئه

### من القرن السادس عشر إلى القرن الثامن عشر
وفي 8مارس1489 انتهى الهدوء النسبي للمدينه، في حين قام دوق ساكسونيا البرت بالإستولاء عليها ونهبها ردا على تعاطف وافر مع تمرد برابانت ضد النمسا. ومنذ ذلك الوقت وحتى بداية القرن الثامن عشر، مرت المدينة بكوارث. تدمير دوق تشارلز غيلدرز عام 1504 وتدمير حروب لويس الرابع عشر حوالي عام 1700، كان وافر يعرف العديد من الأزمات المنهكة، إما على يد الجيوش الأجنبية (على سبيل المثال، الإسبان عام 1604) أو بسبب الأوبئة (1624-1625)، 1668) أو حرائق كبرى (28 أبريل 1695 و 17 يوليو 1714). كان القرن الثامن عشر مزدهرًا نسبيًا، ولكن بدأت فترة مضطربة مرة أخرى حوالي عام 1790، بمشاركة Wavre في ثورة برابانت ضد المصالح النمساوية. بعد معركة فلوروس (1794)، أصبحت المدينة فرنسية. مثل العديد من جيرانها، عانت المدينة من التجنيد الإجباري، وتقييد الحريات الدينية، وحل المكاتب الإدارية القديمة

### من واترلو حتى الآن
في 18 و19 يونيو 1815، قامت معركة وافر هنا في يوم معركة واترلو. قام نابليون بأرسال المارشال جروشي لملاحقة بعض من الجيش البروسي المتراجع تحت قيادة الجنرال يوهان فون ثيلمان. بالرغم من سماعهم صوت المدفع من واترلو القريب. جروشي قرر إطاعة أوامره. واشراك الفيلق البروسي في وافر. بحلول الوقت الذي انتهت فيه معركة جروشي، كان نابليون قد خسر بالفعل في واترلو
القرن الذي تلاه شهد توسعاً في الصناعة المحلية.ومن ضمن ذلك المسابك ومصنع الورق ومصفاة السكر. كما انه تأثر وافر من الحربين العالمتين بشده، مع القتال العنيف والقصف واضرام النار في الكثير من المنازل. في القرن الحادي والعشرين، تمتعت وافر بالازدهار المتجدد كعاصمة لمقاطعة والون برابانت البلجيكيه التي تم انشاؤها في عام 1995

## عوامل الجذب

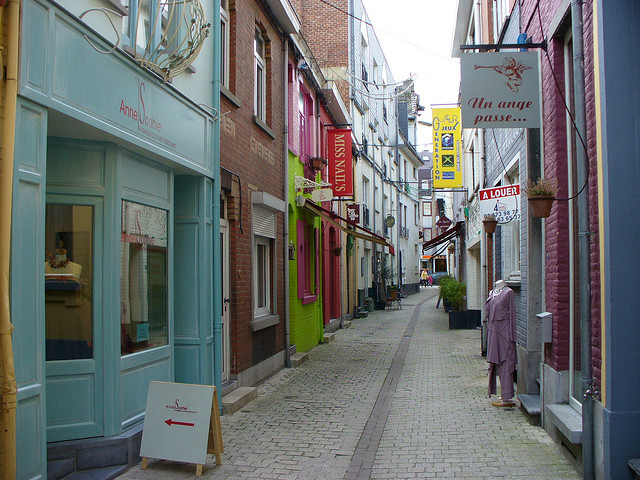
شارع دي لا سورس في وسط مدينة وافر

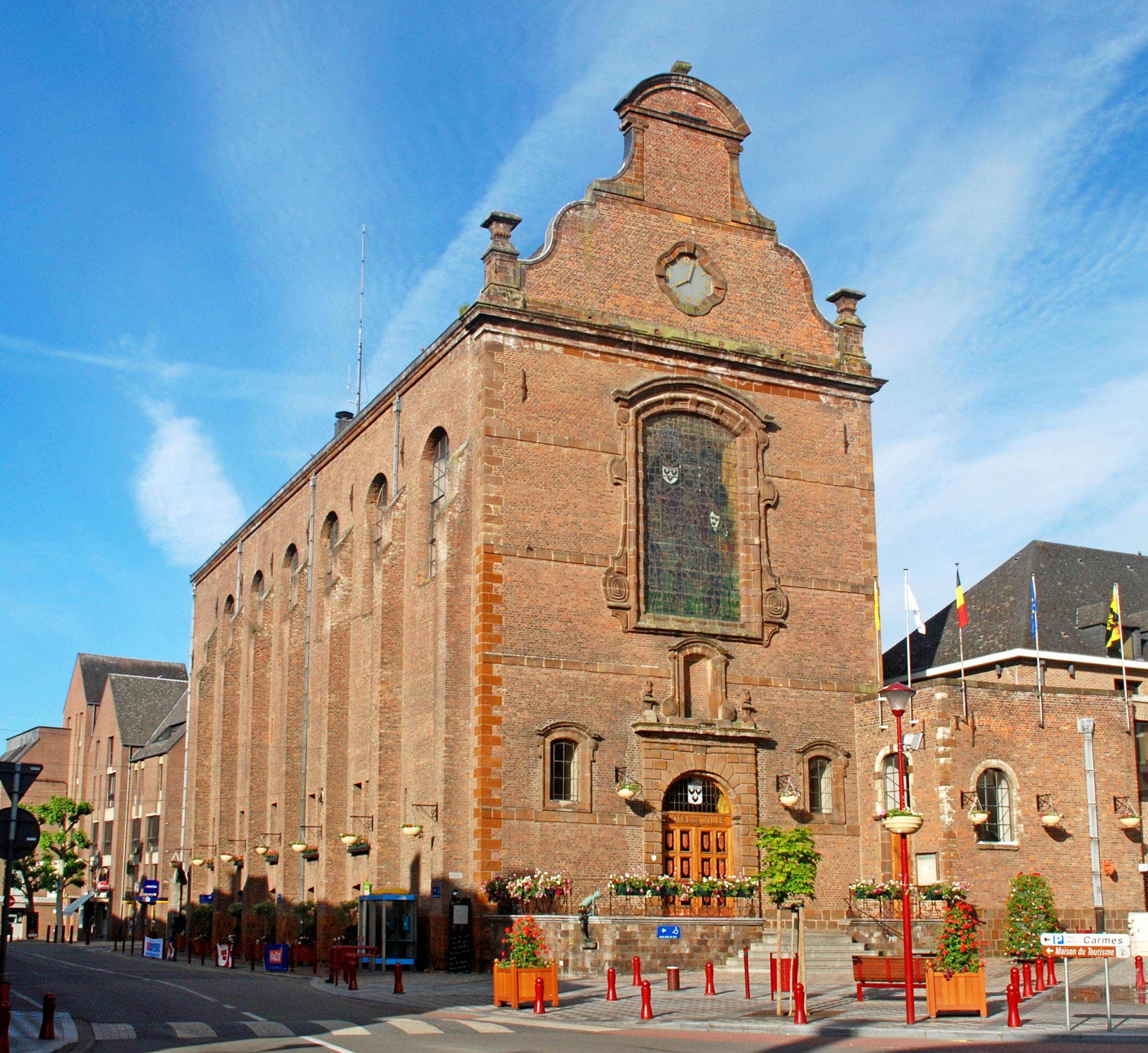
قاعة مدينة وافر

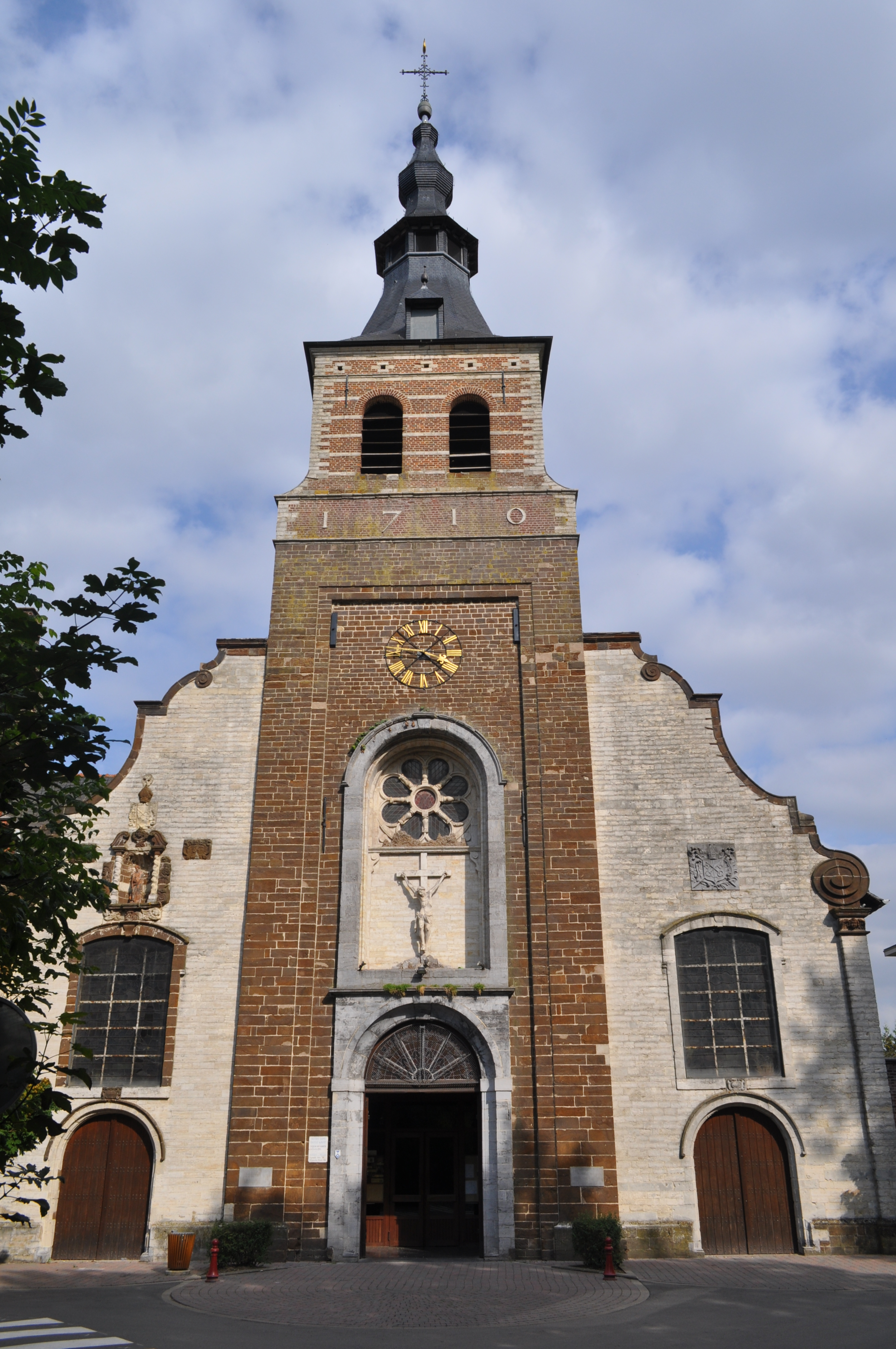
بازيليك سيدة باسي ويفر

- تم بناء كنيسة القديس يوحنا المعمدان ذات الطراز القوطي عام 1475. يضم برجها الرئيسي جرسًا من 50 جرسًا.
- يعود تاريخ قاعة المدينة إلى القرن الثامن عشر. يقع في كنيسة Carmelites السابقة ويتميز بساحة فناء منعزلة.
- في عام 1975، تم تسمية أول متنزه وليبي الترفيهي على اسم Wa vre و Li mal و Bi erge ، إلى الغرب من وسط المدينة أعلى Dyle. منذ ذلك الحين، أصبحت واليبي أكبر مدينة ملاهي في بلجيكا وأنشأت حدائق مماثلة في فرنسا وهولندا. كانت الحديقة تُعرف سابقًا بأنها أفضل حديقة في أوروبا وتضم أكثر من مليون زائر سنويًا
- كنيسة سيدة باس ويفر، بازيليك نوتردام دي باسي ويفر هي مركز حج للكاثوليك الرومان.
- إن Jeu de Jean et Alice هو طبعة جديدة لمسرحية من القرون الوسطى، وهي عبارة عن حوار منطوق ومغني ورقص بين جان وأليس، و Lords of Wavre ، وسكان المدينة. تخلد المسرحية ذكرى منح الميثاق للمدينة في عام 1222 ؛ إنه الآن إنتاج متقن (مع أكثر من 500 مشارك) يحدث كل خمس سنوات.
- منذ حوالي 200 عام، تُقام الجولة الكبرى ، وهي مسيرة دينية كل عام في يوم الأحد الذي يلي 24 يونيو، عيد القديس يوحنا المعمدان، شفيع المدينة.
- يتضمن كرنفال المدينة حفنة من العمالقة التقليديين الذين يشاركون في الاحتفالات.

## بنية تحتية
تقع محطة قاع -وافرللسكك الحديدية (غار دي باس -وافر) في ضاحية قاع-وافر («وافرالسفلية») إلى الشرق من وسط المدينة وأسفل نهر دايل. 

## رياضات
وافر هي موطن نادي وافر لكرة القدم، وهو فريق له ماضٍ مرموق ولكنه عانى في الآونة الأخيرة.

## مشاهير
- موريس كاريم (1899–1978)، شاعر ولد في وافر.
- دفنت جين ديكر (1933-1985)، المعروفة باسم The Singing Nun ، في Wavre.
- شارل ميشيل (1975-)، رئيس المجلس الأوروبي ورئيس الوزراء السابق لبلجيكا؛ شغل منصب عضو مجلس محلي من عام 2000 إلى عام 2006 ثم رئيسًا لبلدية وافر من عام 2006 إلى عام 2018.

## روابط خارجية
- موقع المعلومات والترفيه (بالفرنسية)
- موقع الويب الرسمي للمدينة (بالفرنسية)
- موقع بديل (بالفرنسية)